# Одомбер
Одомбер (фр. Audembert) насеље је и општина у североисточној Француској у региону Север-Па д Кале, у департману Па де Кале која припада префектури Булоњ сир Мер.
По подацима из 2011. године у општини је живело 406 становника, а густина насељености је износила 54,13 становника/km². Општина се простире на површини од 7,5 km². Налази се на средњој надморској висини од 50 метара (максималној 162 m, а минималној 13 m).

## Демографија
| 1962. | 1968. | 1975. | 1982. | 1990. | 1999. | 2011. |
| ----- | ----- | ----- | ----- | ----- | ----- | ----- |
| 256   | 277   | 256   | 259   | 283   | 357   | 406   |

График промене броја становника у току последњих година